# Mary Jarred
Mary Jarred   (9 d'octubre de 1899 - 12 de desembre de 1993) va ser una cantant d'òpera anglesa de mitjan segle xx. De vegades és classificada com a mezzosoprano i de vegades com a contralt.

## Biografia
Jarred va néixer a Brotton, Yorkshire (ara a Redcar i Cleveland), i va estudiar al Royal College of Music de Londres.

## Òpera
Jarred va començar la seva carrera cantant papers menors al Covent Garden a partir del 1929. Per recomanació de Lauritz Melchior, va ser convidada a l'Òpera Estatal d'Hamburg i va romandre allà com a artista convidada els tres anys següents. Els seus papers van incloure la de la infermera a Die Frau ohne Schatten (La dona sense ombra) de Richard Strauss i diversos treballs contemporanis de Hans Pfitzner i Alban Berg. El 1933, va cantar Orfeu a Orfeu i Eurídice de Gluck per Sadler's Wells Opera.
A Covent Garden va cantar cada any des del 1933 fins al 1939, quan el teatre va tancar en esclatar la guerra. Va cantar Erda a Das Rheingold i Siegfried de Wagner, i Fricka a Die Walküre. El 1934, va cantar Margret en la primera representació britànica de Wozzeck d'Alban Berg per a la BBC, dirigida per Adrian Boult. Durant i immediatament després de la Segona Guerra Mundial, Jarred va actuar en recitals i concerts. Va tornar a l'òpera el 1953, com a prostíbula a l'estrena britànica de The Rake's Progress de Stravinski.

## Concerts i anys posteriors
En concert, va ser famosa com a solista de contralt a El Messies de Haendel, Passió de Sant Mateu de Bach, Elies de Mendelssohn i la núm. 9 Simfonia coral de Beethoven. També era un àngel molt conegut a The Dream of Gerontius, d'Elgar. "The Times" va comentar:
| « | <"En totes aquestes parts el seu compromís, sinceritat i calidesa de personalitat eren molt evidents."> | » |

 El 5 d'octubre de 1938, era una de les 16 cantants originals de Serenade to Music de Vaughan Williams.
Després de la seva jubilació, va ser professora a la Royal Academy of Music del 1965 al 1973. Juntament amb Eva Turner i Roy Henderson, Mary Jarred va participar en una emissió de la ràdio de la BBC escrita i presentada per John Steane el 1989 celebrant el 50è aniversari de la Serenata de la música.
Jarred va morir als 94 anys.

## Enregistraments
Els enregistraments de Jarred inclouen el següent:
- Bedřich Smetana: The Bartered Bride (Prodaná nevěsta), Marko Rothmüller (baríton), Sabine Kalter (mezzosoprano), Stella Andreva (soprano), Heinrich Tessmer (tenor), Fritz Krenn (baix), Richard Tauber, Mary Jarred (mezzosoprano), Arnold Matters (baix), Hilde Konetzni (soprano), London Philharmonic Orchestra, Royal Opera House Covent Garden Chorus, Sir Thomas Beecham (director), Somm 14
- Richard Wagner: Der fliegende Holländer - abreujat Ben Williams (tenor), Herbert Janssen (baríton), Kirsten Flagstad (soprano), Ludwig Weber (baix); Mary Jarred (contralt), Max Lorenz (tenor), Royal Opera House Chorus, Covent Garden Choir, London Philharmonic Orchestra, Fritz Reiner (director), Standing Room Only
- Ludwig van Beethoven: Simfonia núm. 9: director d'Arturo Toscanini, BBC S.O., Isobel Baillie, Mary Jarred, Parry Jones, Harold Williams. Actuació en directe, 3 de novembre de 1937, Queen's Hall, Londres. Música i arts 1144
- Ludwig van Beethoven: Missa en re major, Missa solemnis, Op. 123, London Philharmonic Orchestra, Leeds Festival Chorus, soprano Isobel Baillie, Mary Jarred (contralt), tenor Heddle Nash, Keith Faulkner (baix), Sir Thomas Beecham (director) Somm SOMM-BEECHAM 11
- Mary Jarred, contralt; L'Orquestra de la BBC, Secció F; Clarence Raybould, director d'Elgar's Interpreters on Record, volum 5: retransmissions de la col·lecció Leech a la British Library (1935-1950) Elgar Society EECD003-005 (Sea Pictures "Sea Slumber Song" completa, "Sabbath Morning at Sea" al bar 84, Falten les barres "El nedador" entre 74 i 107)